# Rohrkolben
Die Rohrkolben (Typha) sind eine der beiden Gattungen der Familie der Rohrkolbengewächse (Typhaceae) innerhalb der Ordnung der Süßgrasartigen (Poales).
Sie sind Wasser- und Sumpfpflanzen, welche in Feuchtgebieten dichte Bestände entwickeln können. Besonderes Kennzeichen der Rohrkolben ist der auffallend zweiteilige Blütenstand aus einem rein weiblichblütigen und darüber befindlichem rein männlichblütigen Kolben.

## Beschreibung

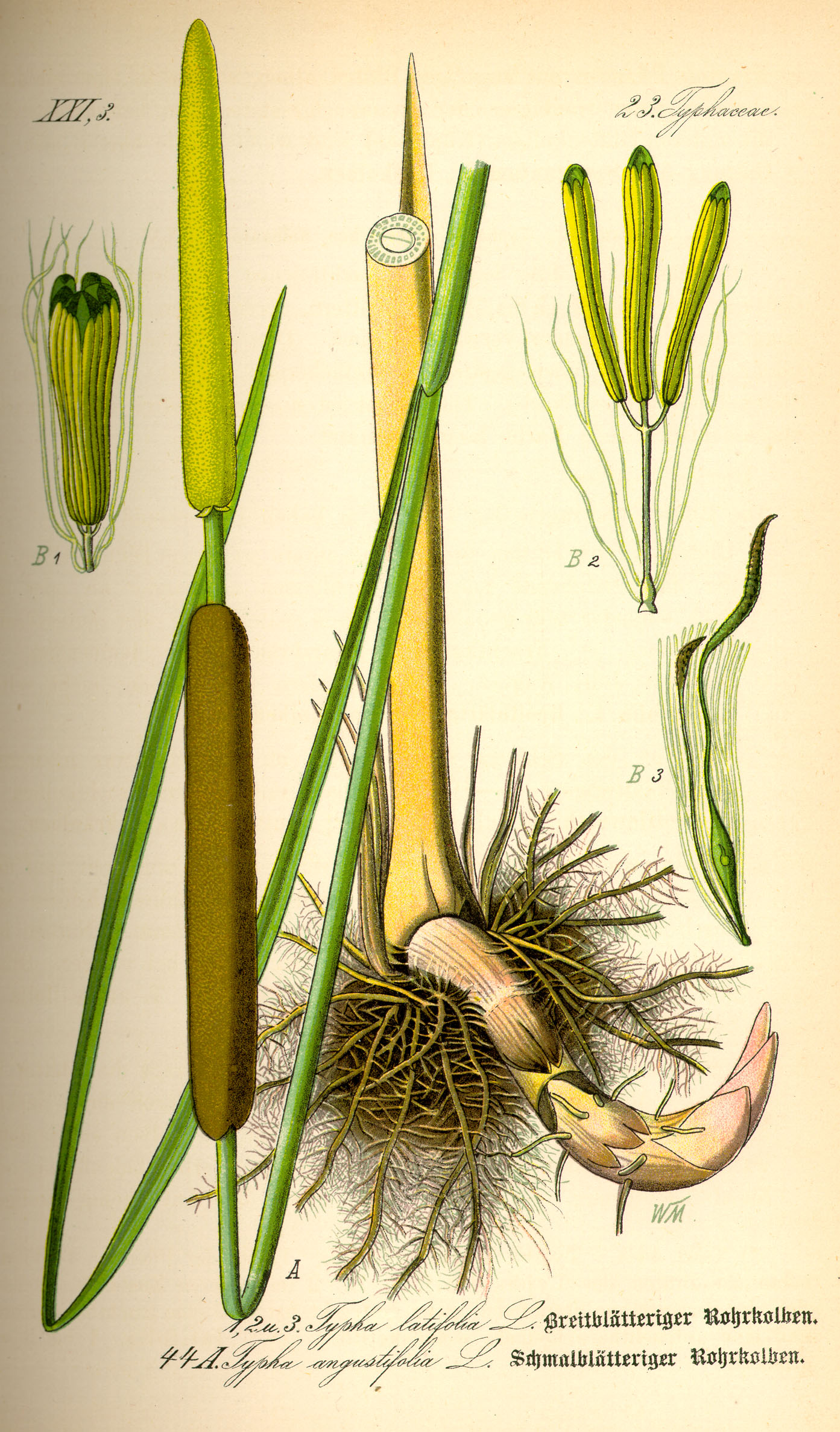
Illustration: Breitblättriger (außen links und rechts) und Schmalblättriger Rohrkolben (Mitte)

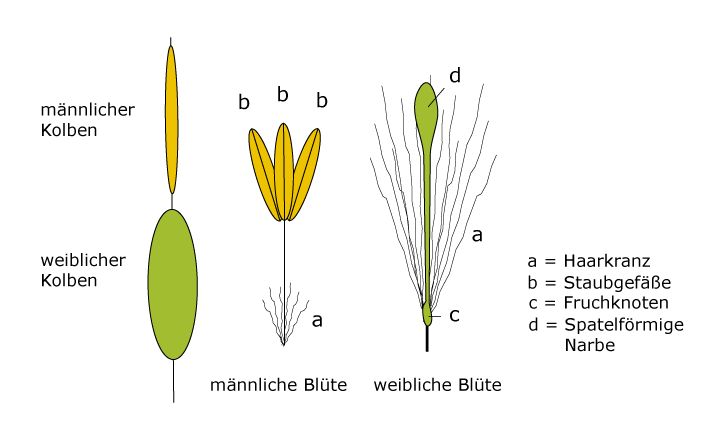
Schematische Darstellung der Einzelblüten und des Blütenstandes der Rohrkolben

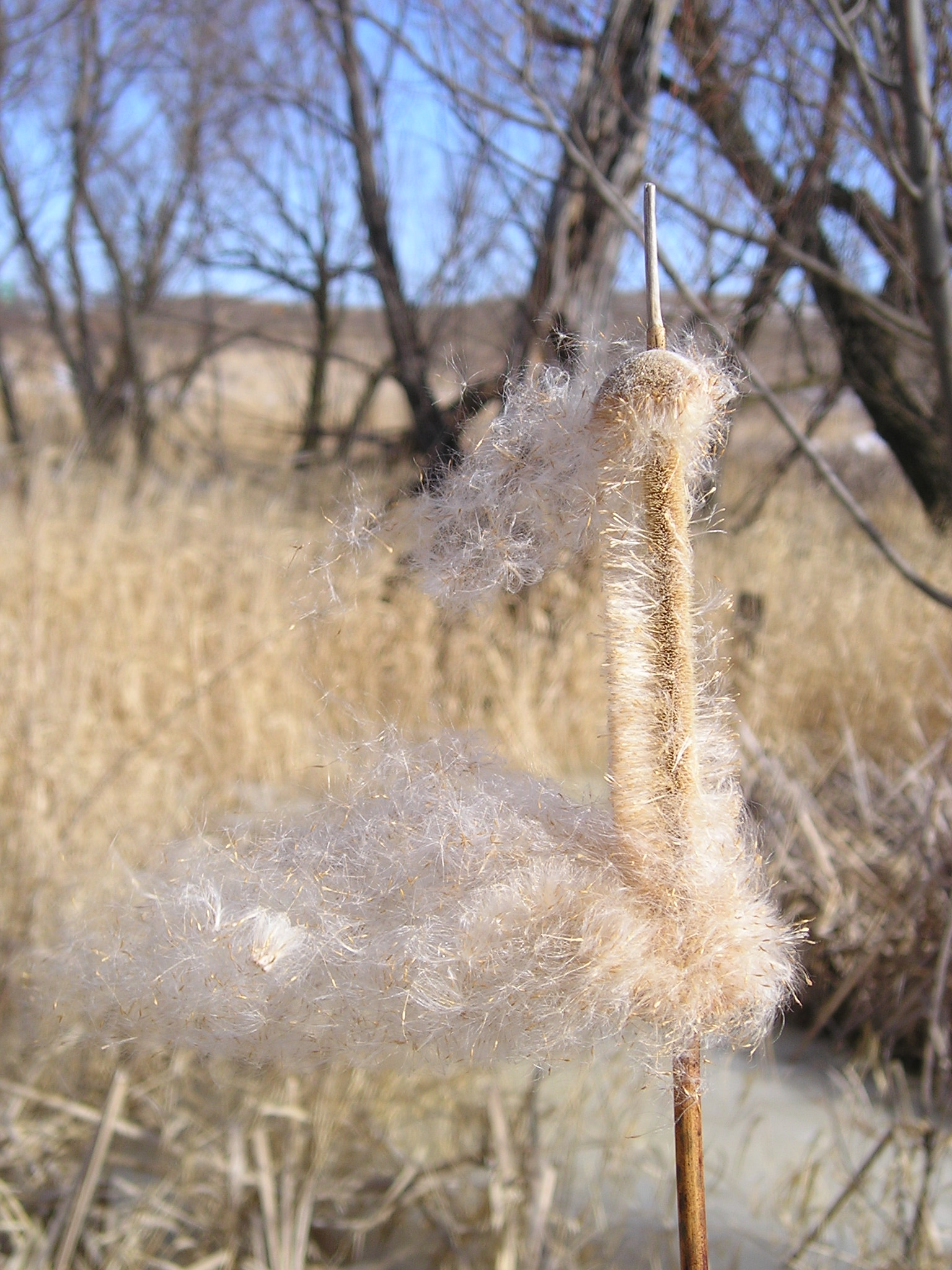
Die Flugsamen werden mit dem Wind fortgetragen

### Vegetative Merkmale
Rohrkolben-Arten sind sommergrüne, ausdauernde krautige Pflanzen. Es sind Wasser- und Sumpfpflanzen mit kräftigen unterirdisch kriechenden Rhizomen mit denen sie in der Lage sind dichte Bestände zu entwickeln (Polykormone). Die Stängel sind stets kahl.
Die wechselständig und streng zweizeilig (distich) angeordneten und steif aufrechten, ungestielten Laubblätter sind in Blattscheide und -spreite gegliedert. Die Blattscheiden sind stets offen. An den Scheidenmündungen im Übergang zur Spreite sind keine Blatthäutchen (Ligulae) entwickelt. Die einfachen Blattspreiten sind bei einer Länge von bis zu 4 Metern linealisch grasartig und bestehen im Inneren aus einem schwammartig-zusammendrückbaren Schwimmgewebe. Die parallelnervigen Blattspreiten sind nach außen gewölbt und innen flach, so dass sich im Querschnitt ein Halbkreis ergibt – im Gegensatz zu den Igelkolben mit dreieckigem Blattquerschnitt.

### Generative Merkmale
Die Blütezeit der Rohrkolben-Arten erstreckt sich von Mai bis August. Rohrkolben-Arten sind einhäusig getrenntgeschlechtig (monözisch). Der Gesamtblütenstand (Infloreszenz) der Rohrkolben besteht aus einem dickeren, rein weiblichblütigen und einem darüber befindlichen, durch einen artspezifisch langen Sprossabschnitt getrennten, dünneren rein männlichblütigen Teilblütenstand. Diese sind als walzenförmige oder kugelige Kolben ausgebildet, in denen die Einzelblüten dicht gedrängt stehen. Der Blütenstand ist nie von Hochblättern (Brakteen) durchsetzt – im Gegensatz zu den Arten der Igelkolbengewächse. Die eingeschlechtigen, dreizähligen Einzelblüten sind spelzenlos. Die weibliche Blüte besteht aus der Blütenhülle (a) (Perigon), die ist zu einem dichten Haarkranz reduziert und einem gestielten Fruchtknoten (c) mit spatelförmiger Narbe (d). Die auf einem Stiel sitzenden zwei bis fünf Staubblätter (b) der einzelnen männlichen Blüten sind von wenigen Hüllborsten (a) umgeben.
Die Verbreitungseinheit (Diaspore) wird aus der Achäne, einer einsamigen Nussfrucht, mit beständigem Griffel und den Perigonhaaren am Schwanz (Fruchtknotenstiel) gebildet.

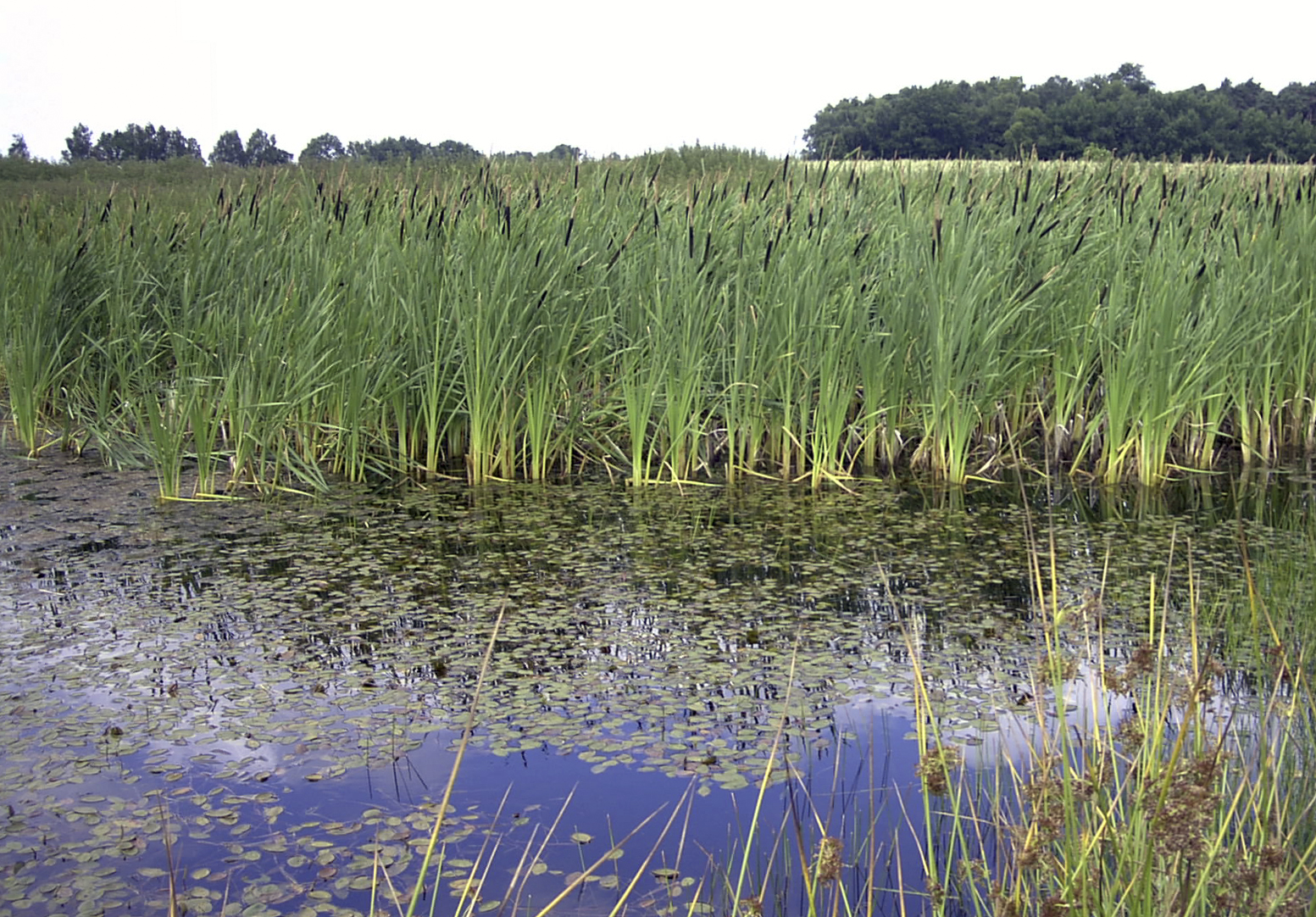
Röhricht aus Breitblättrigem Rohrkolben an einem nährstoffreichen Gewässer

## Ökologie
Bei Typha-Arten handelt sich um Hydrophyten oder Helophyten. Die vegetative Ausbreitung erfolgt über Rhizome. Die Typha-Arten können an geeigneten Standorten dichte artenarme Bestände, sogenannte Röhrichte entwickeln. Die Typha-Arten sind an feuchte bis nasse, zum Teil brackige und zeitweise überflutete Lebensräume angepasst. Sie besiedeln Gewässerufer, Sümpfe und Moore.
Die Typha-Arten werden durch den Wind bestäubt (Anemogamie).
Die Ausbreitung der Diasporen erfolgt durch den Wind (Anemochorie) und durch Wasser (Hydrochorie). Dabei dienen die feinen Perigonhaare als Flug- oder Schwimmorgane. Bei den meisten Arten verlassen die Samen die Fruchthülle bei längerem Kontakt mit dem Wasser, sinken ab und keimen unter Wasser (anaerob). Bei einigen Arten verbleiben sie in der Fruchthülle und keimen an der Luft unter aeroben Bedingungen.

## Systematik
Die Gattung Typha wurde 1753 durch Carl von Linné in Species Plantarum, Tomus II, Seite 971 aufgestellt. Synonyme für Typha L. sind: Massula Dulac, Rohrbachia (Kronf. ex Riedl) Mavrodiev. Der Gattungsname Typha leitet sich vom Griechischen Wort týphos für „Rauch“ ab; es wird damit auf die braune rauchähnliche Farbe der Fruchtkolben Bezug genommen.
Die genaue Platzierung der Gattung Typha innerhalb der Ordnung Poales war lange umstritten. So wurde von einigen Autoren die Gattung Igelkolben (Sparganium) in die Familie der Typhaceae aufgrund ihrer morphologischen Ähnlichkeit mit aufgenommen, von anderen Autoren wurde die Beibehaltung eigenständiger, monogenerischer Familien (Typhaceae und Sparganiaceae) vorgezogen. Nach der strikt phylogenetisch orientierten APG III ist die Gattung Sparganium jedoch Teil der Familie Typhaceae.

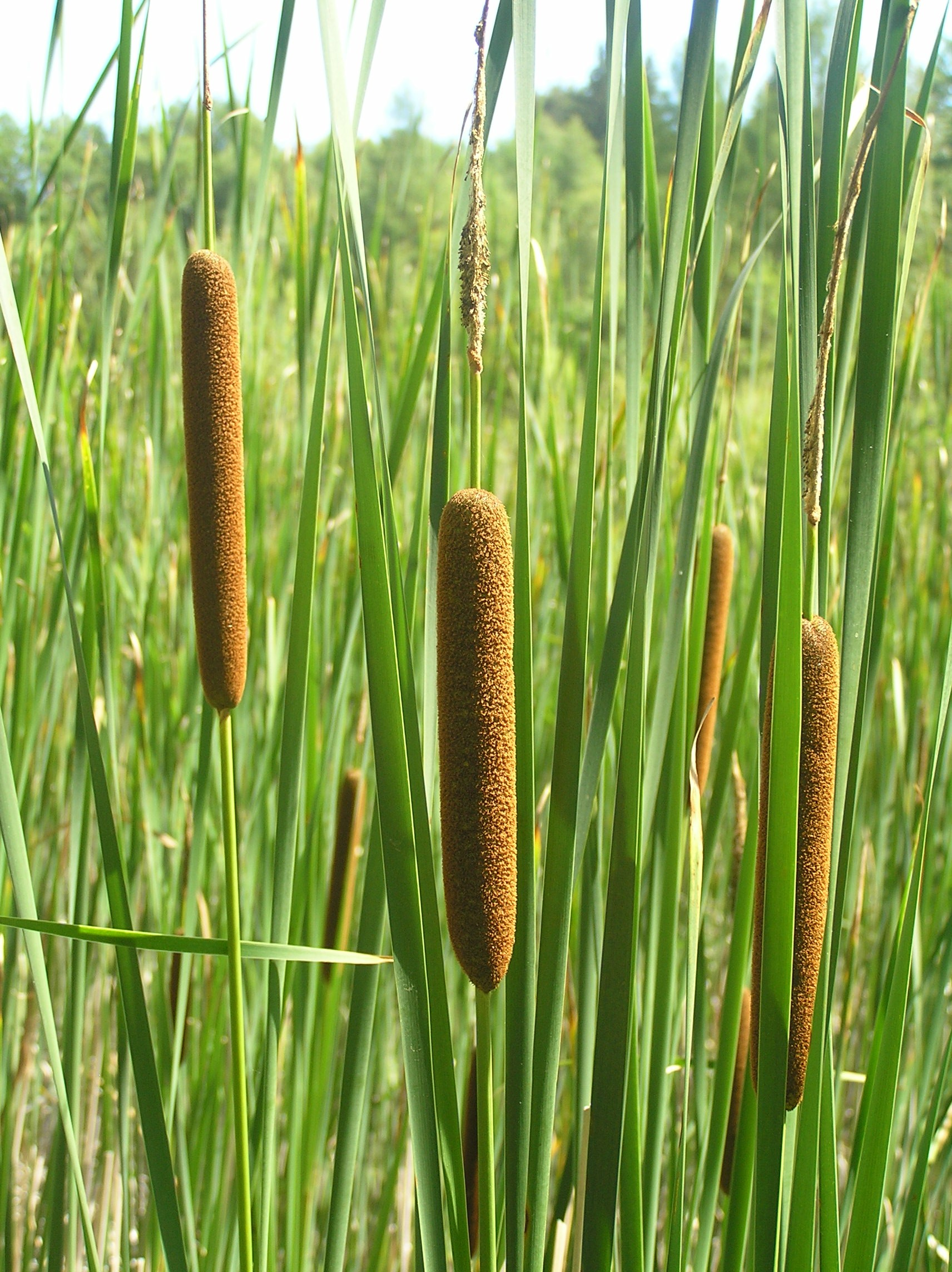
Schmalblättriger Rohrkolben (Typha angustifolia)

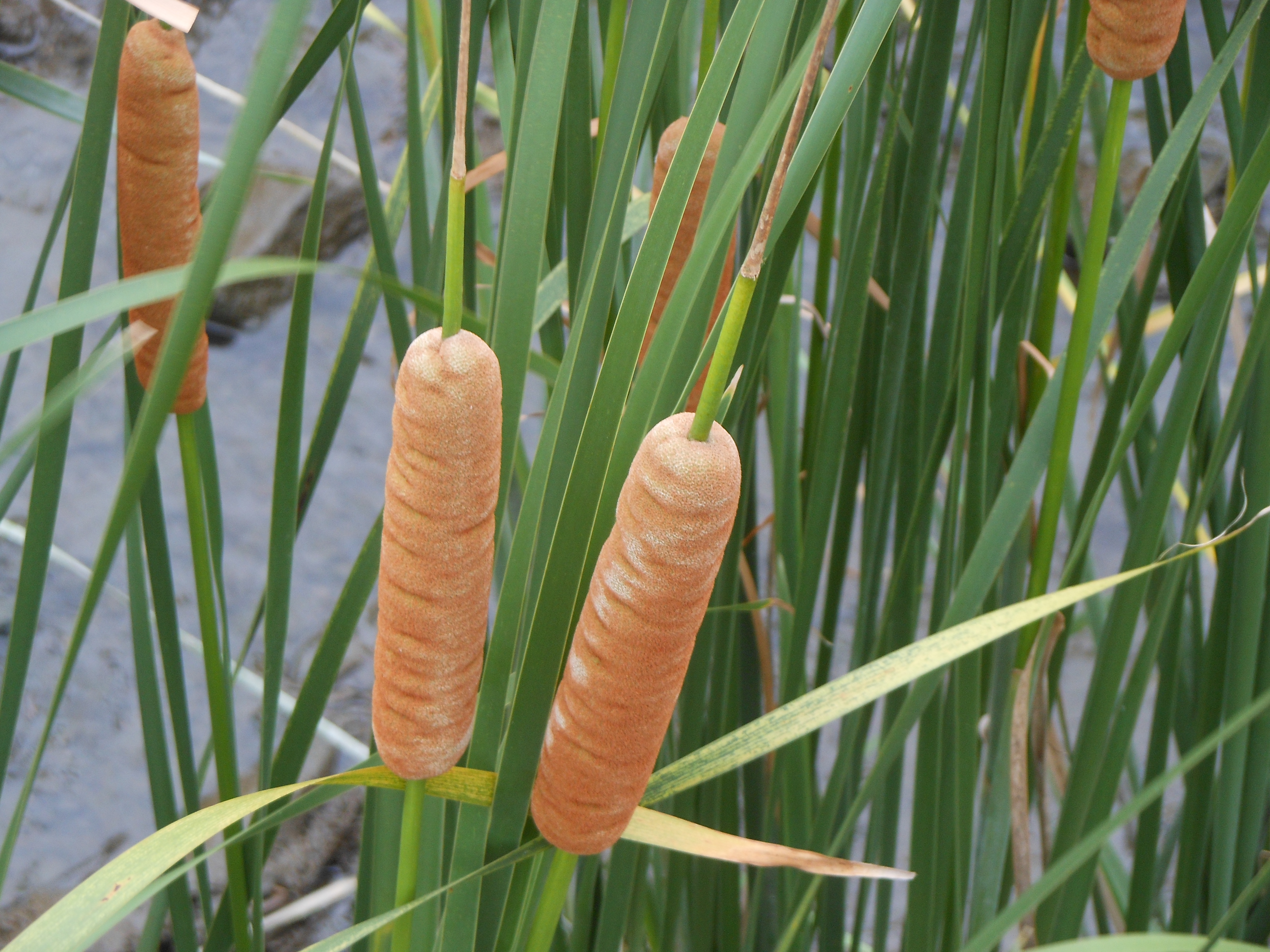
Südlicher Rohrkolben (Typha domingensis)

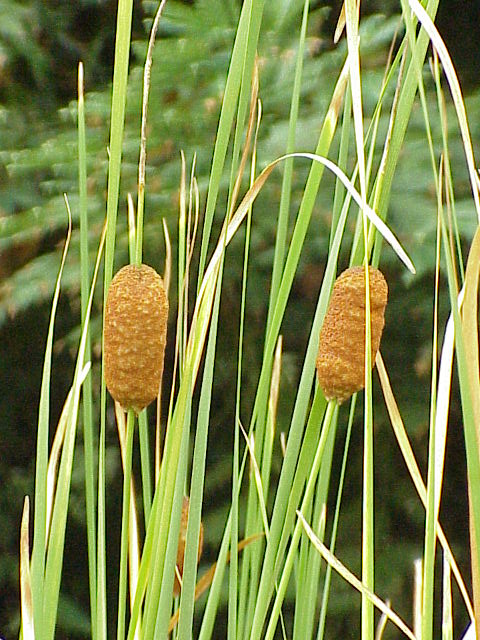
Laxmanns Rohrkolben (Typha laxmannii)

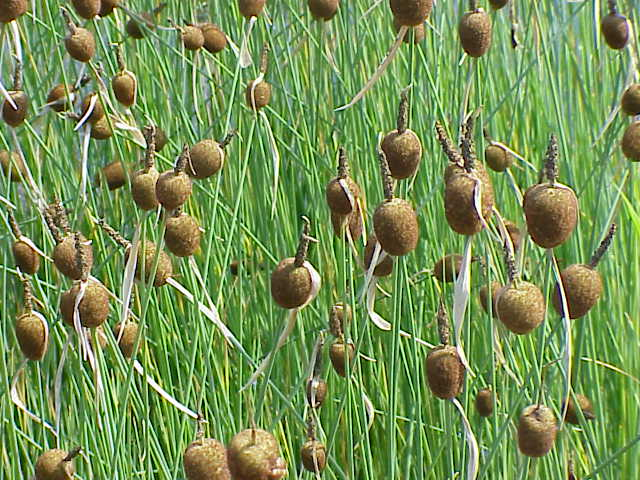
Zwerg-Rohrkolben (Typha minima)

### Arten, Hybride und ihre Verbreitung
Typha-Arten sind weltweit von den gemäßigten Gebieten bis in die Tropen verbreitet (kosmopolitisch) und häufig. Die Typha-Arten sind unterschiedlich verbreitet. Eine weite Verbreitung hat beispielsweise der Breitblättrige Rohrkolben (Typha latifolia). Andere Typha-Arten besiedeln nur ein eingeschränktes Areal.
Die Gattung Typha umfasst, je nach Autor, 16 bis 31 Arten:
- Typha albida Riedl: Dieser Endemit kommt nur im südöstlichen Afghanistan vor.[2]
- Typha alekseevii Mavrodiev: Sie kommt in Kaukasusraum vor.[2]
- Typha androssovii Krasnova: Sie wurde 2003 aus Turkmenistan erstbeschrieben.[2]
- Schmalblättriger Rohrkolben[4] (Typha angustifolia L.): Er ist in Eurasien, Nordamerika und Nordafrika weitverbreitet.[2]
- Typha austro-orientalis Mavrodiev: Sie wurde 2006 erstbeschrieben und kommt im südlichen europäischen Russland, auf der Krim sowie in Zentralasien vor.[2]
- Typha azerbaijanensis Hamdi & Assadi: Dieser Endemit kommt nur im nordwestlichen Iran vor.[2]
- Typha biarmica Krasnova: Sie kommt im östlichen europäischen Russland vor.[2]
- Typha capensis (Rohrb.) N.E.Br.: Das Verbreitungsgebiet erstreckt sich von Uganda bis ins südliche Afrika.[2]
- Typha caspica Pobed.: Dieser Endemit kommt nur im östlichen Transkaukasien vor.[2]
- Typha changbaiensis M.Jiang Wu & Y.T.Zhao: Sie wurde 2000 aus dem südlichen Jilin erstbeschrieben.[2]
- Typha davidiana (Kronf.) Hand.-Mazz.: Sie kommt in China vor.[2]
- Südlicher Rohrkolben[4] (Typha domingensis Pers.): Sie ist fast weltweit auf allen Kontinenten in den Subtropen bis Tropen verbreitet,[2] kommt in Europa nur im Süden vor.
- Typha elephantina Roxb.: Das Verbreitungsgebiet erstreckt sich von der Sahara bis nach Yunnan.[2]
- Typha ephemeroida Krasnova: Sie wurde 2013 aus der Mongolei erstbeschrieben.[2]
- Typha grossheimii Pobed.: Sie kommt vom Kaukasusraum bis Zentralasien vor.[2]
- Typha incana Kapit. & Dyukina: Sie wurde 2008 erstbeschrieben und kommt vom russischen Osteuropa bis Westsibirien vor.[2]
- Typha joannis Mavrodiev: Das Verbreitungsgebiet erstreckt sich von der Mongolei bis ins südwestliche Amurgebiet.[2]
- Typha kalatensis Assadi & Hamdi: Sie wurde 2003 aus dem Iran erstbeschrieben.[2]
- Typha kamelinii Krasnova: Sie wurde 2011 aus Tadschikistan erstbeschrieben.[2]
- Typha komarovii Krasnova: Sie kommt in Russlands Fernem Osten vor.[2]
- Typha kozlovii Krasnova: Sie wurde 2011 aus Tadschikistan erstbeschrieben.[2]
- Typha krasnovae Doweld (Syn.: Typha sibirica Krasnova): Sie kommt von Osteuropa bis Sibirien vor.[2]
- Breitblättriger Rohrkolben[4] (Typha latifolia L.): Er ist in Eurasien, Afrika und Nord-, Zentral- sowie Südamerika weitverbreitet.[2]
- Laxmanns Rohrkolben (Typha laxmannii Lepech.): Er kommt ursprünglich von Südosteuropa bis Japan vor.[2]
- Typha lepechinii Mavrodiev & Kapit.: Sie wurde 2022 erstbeschrieben und kommt im östlichen europäischen Russland vor.[2]
- Typha linnaei Mavrodiev & Kapit.: Sie wurde 2015 erstbeschrieben und kommt im östlichen europäischen Russland, Kasachstan sowie in der Mongolei vor.[2]
- Französischer Rohrkolben[4] (Typha lugdunensis P.Chabert): Er kommt in Frankreich, Deutschland, in der Schweiz und von Westasien bis China vor.[2]
- Zwerg-Rohrkolben[4] (Typha minima Funck ex Hoppe): Er kommt von Europa bis zur Mongolei vor.[2]
- Typha orientalis C.Presl: Das Verbreitungsgebiet erstreckt sich von der Mongolei bis zu den Philippinen und Australasien.[2]
- Typha pallida Pobed.: Das Verbreitungsgebiet erstreckt sich von Zentralasien bis ins nördliche China.[2]
- Typha paludosa Krasnova: Sie wurde 2016 aus Sibirien erstbeschrieben.[2]
- Typha przewalskii Skvortsov: Das Verbreitungsgebiet erstreckt sich von Russlands Fernem Osten bis ins nordöstliche China.[2]
- Typha sakhalinica Krasnova & Efremov: Sie wurde 2022 aus Sachalin erstbeschrieben.[2]
- Shuttleworths Rohrkolben (Typha shuttleworthii W.D.J.Koch & Sond., Syn.: Typha persica Ghahr. & Sanei): Er kommt von Europa bis zum Iran vor.[2]
- Typha sinantropica Krasnova: Sie kommt im östlichen europäischen Russland vor.[2]
- Typha sistanica De Marco & Dinelli: Sie kommt nur im Iran vor.[2]
- Typha subulata Crespo & Pérez-Mor.: Sie kommt in Argentinien und Uruguay vor.[2]
- Typha tichomirovii Mavrodiev: Sie wurde 2002 erstbeschrieben und kommt im südlichen europäischen Russland sowie in Zentralasien vor.[2]
- Typha turcomanica Pobed.: Die Heimat ist Zentralasien.[2]
- Typha tzvelevii Mavrodiev: Sie wurde 2002 erstbeschrieben und kommt in der Mongolei und in Russlands Fernem Osten bis Sachalin vor.[2]
- Typha valentinii Mavrodiev: Sie wurde 2011 aus Aserbaidschan erstbeschrieben.[2]
- Typha varsobica Krasnova: Sie wurde 2011 aus Tadschikistan erstbeschrieben.[2]
- Typha yakutii Krasnova & Chemeris: Sie wurde 2018 aus dem östlichen Sibirien erstbeschrieben.[2]

Es gibt einige Naturhybride:
- Typha ×argoviensis Hausskn. ex Asch. & Graebn. = Typha latifolia × Typha shuttleworthii: Europa.[2]
- Typha ×bavarica Graebn. = Typha angustifolia × Typha shuttleworthii: Europa.[2]
- Typha ×gezei Rothm. = Typha angustifolia × Typha domingensis: Südeuropa.[2]
- Typha ×glauca Godr. = Typha angustifolia × Typha latifolia: Gemäßigte Zonen der Nordhalbkugel.[2]
- Typha ×provincialis A.Camus = Typha domingensis × Typha latifolia: Südeuropa.[2]
- Typha ×smirnovii Mavrodiev = Typha latifolia × Typha laxmannii: Europäisches Russland.[2]
- Typha ×soligorskiensis D.Dubovik = Typha angustifolia × Typha laxmannii: Europa.[2]
- Typha ×suwensis T.Shimizu = Typha latifolia × Typha orientalis: Japan.[2]
- Typha ×volgensis Krasnova = Typha krasnovae × Typha laxmannii: Europäisches Russland.[2]

## Trivialnamen
Rohrkolben werden regional auch als Kanonenputzer, Lampenputzer oder Schlotfeger. auch Schmackedutsche, Bumskeule, Pompesel, Bullerbesen etc. bezeichnet.

## Verwendung

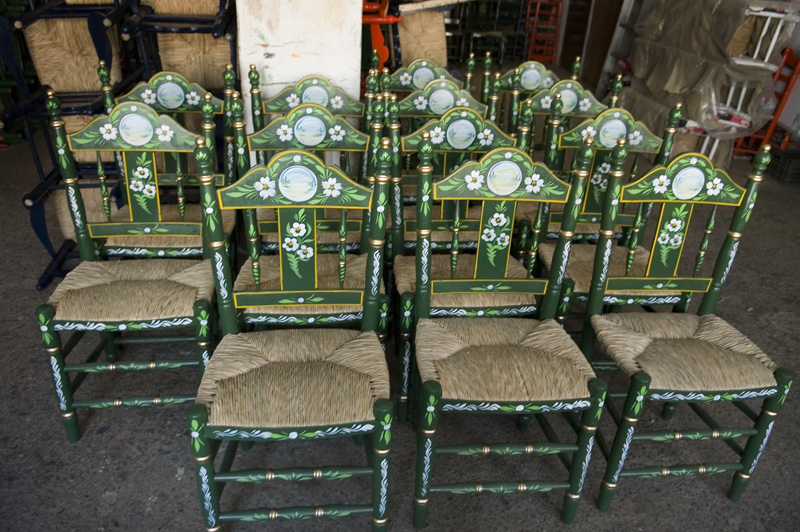
Herstellung von Holzstühlen mit Sitzfläche aus Rohrkolbenblättern in Galaroza, Südspanien

Bereits seit der Altsteinzeit verwenden Menschen Rohrkolben zur Feuererzeugung, da nitrierte Rohrkolbenwatte leicht entzündlich ist.
Alle Pflanzenteile sind essbar. Besonders die stärkereichen Rhizome können wie Gemüse gekocht werden.
Lange bevor verschiedene Getreidearten von den Menschen nutzbar gemacht wurden, wurden offenbar schon vor 30.000 Jahren die stärkehaltigen Wurzelstöcke zu Mehl verarbeitet. Aus den Erträgen eines Hektars Sumpfland können bis zu 8 Tonnen Mehl gewonnen werden.
Rohrkolben werden zur Reinigung von Abwässern in Kläranlagen eingesetzt und zur Entgiftung von Böden und Schlämmen. Diese naturnahen Verfahren werden unter dem Fachbegriff „Phytosanierung“ zusammengefasst, bei denen die komplexen Fähigkeiten von Pflanzen und der mit ihnen im Wurzelraum vergesellschafteten Mikroorganismen genutzt werden. Rohrkolben qualifizierten sich wegen ihrer hohen Primärproduktion zur Kultivierung. Sie gewinnen an Bedeutung als nachwachsender Rohstoff zum Beispiel für Dämmmaterial, als Torfersatz oder Bau- und Heizmaterial.
Rohrkolben-Arten werden als dekorative Bepflanzung von Teichen in Parks und Gärten eingesetzt. Die getrockneten Blütenstände werden in der Floristik für Gestecke verwendet. 
In diesem Zusammenhang wird auch der untere, weibliche, dicke Teil des Blütenstands, der später fest und dunkelbraun ist und aussieht, als sei seine Oberfläche samten, Rohrkolben genannt. Häufig werden die Rohrkolben hierfür auch gefärbt.
Die Bastfasern einiger Arten können zu Spinnfasern verarbeitet werden.
Aus dem Stroh können Flechtwaren z. B. Strohhüte hergestellt werden.

### Baustoff
In den 2000er Jahren entwickelte der Architekt Werner Theuerkorn aus Typha angustifolia einen Dämmstoff, indem er Streifen der Blätter mit Magnesit zu Platten verklebte und zunächst bei der Sanierung eines historischen Fachwerkhauses in Nürnberg einsetzte. Inzwischen wurden etliche weitere Gebäude mit den 2 bis 12 Zentimeter starken, diffusionsoffenen, kapillaraktiven, schalldämmenden und aufgrund enthaltener Gerbstoffe schimmelresistenten Platten gedämmt, die in einer kleinen Fabrik im bayerischen Schönau (Rottal) hergestellt werden. Das Fraunhofer-Institut für Bauphysik errichtete zum Langzeittest eine Hütte an seiner Versuchsaußenstelle in Holzkirchen (Oberbayern).

## Heraldische Darstellung
Bei der grafischen Darstellung in Wappen und deren Blasonierung wird mitunter nicht botanisch korrekt zwischen Rohrkolben (Typha) und Schilfrohr (Phragmites) differenziert, manchmal sogar eine Art Mischform aus beiden Röhrichtpflanzen wiedergegeben (Blüten-/Fruchtstand von Rohrkolben, Blätter eher wie Schilf).

Das Wappen der Stadt Kolbermoor in Bayern zeigt drei Rohrkolben im Moor stehend samt der Andeutung des Flusses Mangfall. Das Wappen weist auf die Geschichte und die Bedeutung des Moors für den Ort hin. Auch der Ortsname bezieht sich direkt auf die Rohrkolben.
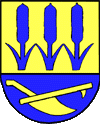
Wappen Hordorfs, Niedersachsen; Das Wappen des Ortes Hordorf in Niedersachsen weist mit der Darstellung dreier Rohrkolben und eines Schwenkpfluges auf die Urbarmachung des sumpfigen Geländes (ahd. hora Sumpf) hin.
Wappen des Bad Salzufler Ortsteils Retzen, Nordrhein-Westfalen.
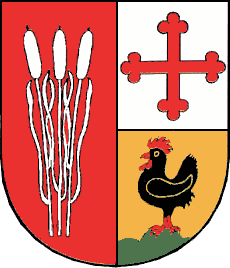
Wappen der Gemeinde Rohr (Thüringen) – Der Ortsname leitet sich vom Rohrkolben ab.
Das Wappen und der Name von Groß-Rohrheim weisen auf die Bedeutung des Rohrs in der Gemeinde und ihrer Umgebung.
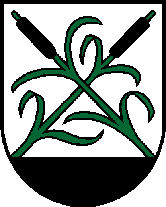
Wappen der oberösterreichischen Gemeinde Moosdorf. Blasonierung: „Aus schwarzem Schildfuß wachsend in Silber zwei gekreuzte grüne Schilfrohre (sic!) mit grünen Blättern und schwarzen Kolben.“
Das Wappen des Ortes Bad Zwischenahn zeigt drei Rohrkolben: Die „Lampenputzer“ wachsen im Schilfgürtel des Zwischenahner Meeres.